# Milhosť
Milhosť (bis 1948 slowakisch „Migléc“; ungarisch Migléc, älter auch Miglécnémeti; deutsch Mitterdeutschdorf oder Mühlgast) ist ein Ort und eine Gemeinde im Osten der Slowakei, mit 402 Einwohnern (Stand 31. Dezember 2024). Sie liegt im Okres Košice-okolie, einem Teil des Košický kraj.

## Geographie

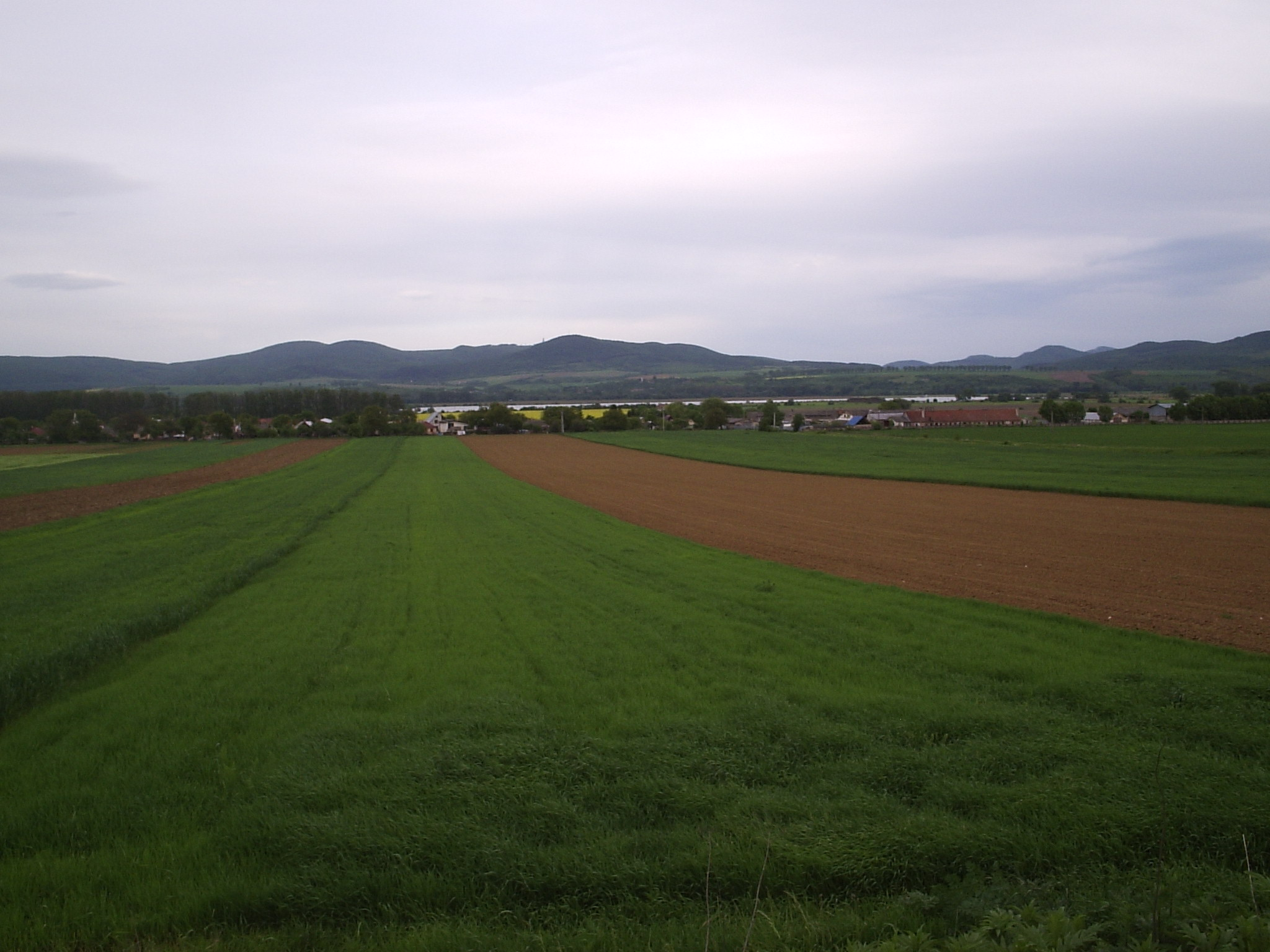
Blick auf den Ort und den dahinter liegenden See, der nach dem Ende der Sand- und Steinförderung entstanden ist. Im Hintergrund die Slanské vrchy

Milhosť liegt im Süden des Talkessels Košická kotlina an der ungarischen Grenze am rechten Ufer des Baches Sokoliansky potok, 22 Kilometer südlich von Košice gelegen.

## Geschichte
Der Ort wurde zum ersten Mal 1220 schriftlich erwähnt und lag auf von deutschen Siedlern besiedeltem Landstrich. Anfangs war der Ort keine selbstständige Gemeinde, sondern ein Teil des mittelalterlichen Dorfes Középnémeti. Seit dem 16. Jahrhundert nahm der Anteil der Deutschen ständig ab und seither ist die Bevölkerung zwischen den Ungarn und den Slowaken geteilt.
Bis 1918 gehörte der im Komitat Abaúj-Torna liegende Ort zum Königreich Ungarn und kam danach zur Tschechoslowakei. Auf Grund des Ersten Wiener Schiedsspruchs lag er 1938–45 noch einmal in Ungarn.
1964 schließen sich die Orte Kechnec und Milhosť zur Gemeinde namens Hraničná pri Hornáde zusammen, die 1986 in die Gemeinde Seňa eingegliedert wurde. 1993 gliederte sich Milhosť aus Seňa aus und ist seither wieder eine selbstständige Gemeinde.

## Bevölkerung
| Jahr                | 1994 | 2004    | 2014    | 2024    |
| ------------------- | ---- | ------- | ------- | ------- |
| Anzahl der Personen | 355  | 373     | 389     | 402     |
| Unterschied         |      | +5,07 % | +4,28 % | +3,34 % |

| Jahr                | 2023 | 2024    |
| ------------------- | ---- | ------- |
| Anzahl der Personen | 387  | 402     |
| Unterschied         |      | +3,87 % |

## Sehenswürdigkeiten
- reformierte neoklassizistische Kirche aus dem Jahr 1887